# Gerhardt Böhmig
Gerhardt Gustav Böhmig, auch Gerhard Böhmig, (* 17. Juli 1901 in Dresden; † 15. Juli 1994) war ein deutscher Offizier der Kriegsmarine der Wehrmacht, zuletzt Kapitän zur See, und Oberregierungsrat.

## Leben
Gerhard Böhmig trat nach seinem Abitur Anfang April 1921 als Seekadett in die Reichsmarine ein und erhielt seine Grundausbildung auf dem Segelschulschiff Niobe. 1925 und 1926 war er im Range eines Leutnants zur See Adjutant auf dem Linienschiff Elsass. Anschließend wechselte er zur Torpedowaffe, wo er bis 1937 blieb. Als Kommandant eine Schnellbootes in der 1. Schnellboot-Flottille diente er 1933/34. Mit seiner Beförderung zum Kapitänleutnant 1934 war er bis 1936 Kommandant des Torpedobootes G 10.
Von April 1937 bis Oktober 1938 war er Referent in der Presseabteilung im Oberkommando der Wehrmacht.
Anschließend wurde er Kommandant des Zerstörers Z 6, welchen er in Wilhelmshaven übernahm. Er war Ende Februar 1940 am Unternehmen Wikinger und ab April 1940 an dem Unternehmen Weserübung in der Kriegsschiffgruppe 2 unter Hellmuth Heye beteiligt. Bis November 1940 blieb er im Range eines Korvettenkapitäns Kommandant des Schiffes.
Anschließend war er bis April 1941 3. Admiralstabsoffizier im Flottenkommando. In gleicher Funktion kam er dann bis zur Auflösung der Dienststelle im Juli 1941 zum 2. Admiral der Flotte des Flottenkommandos, wodurch er den Untergang der Bismarck überlebte, welcher das Leben den gesamten Stabes des Flottenkommandos kostete. Bis April 1943 war Böhmig wieder als 3. Admiralstabsoffizier im Flottenkommando. Als 1. Admiralstabsoffizier diente er von April 1943 bis Juni 1943 beim Marineoberkommando Norwegen.
Von Juni 1943 bis Oktober 1944 war er Kommandant des Leichten Kreuzers Nürnberg. Im November 1944 war er in Vertretung kurzzeitig Kommandant des Panzerschiffs Lützow. Anschließend war er bis Kriegsende Chef des Stabes der Torpedoinspektion.
Nach dem Krieg wechselte Böhmig in die Schifffahrtsverwaltung. Ab 1952 war er Betriebsdirektor des Nord-Ostsee-Kanals und Amtsvorstand des Kanalamtes Kiel-Holtenau. Gerade in den vorgenannten Positionen machte er sich verdient und feierte im April 1961 sein 40-jähriges Dienstjubiläum.
1969 wurde er mit dem Verdienstkreuz 1. Klasse ausgezeichnet.

## Werke (Auswahl)
- Blaue Jungs erzählen…. Im Auftrag des Oberkommandos der Kriegsmarine, Hans Riegler, Berlin, 1938.[12]
- 3. Unterseebootsflottille „Lohs“. wer war Johannes Lohs?. In: Die Wehrmacht, Heft 19, 1937.
- Johannes Lohs. In: Marine-Rundschau, Band 43, Heft 1, 1938, S. 24 ff.[13]
- 1919 Eine Flotte versank – 1939 Eine Flotte entstand In: Die Wehrmacht, Heft 13, Berlin 1939, S. 8 ff.
- 1918–1928–1938, zwei Jahrzehnte Kriegsmarine. In: Jahrbuch der deutschen Kriegsmarine, 1939, S. 88 ff.
- Die Kriegsmarine im Ausbildungsjahr 1938/39. In: Jahrbuch der deutschen Kriegsmarine, 1940, S. 88 ff.